# Oberzissen
Oberzissen ist eine Ortsgemeinde im Landkreis Ahrweiler in Rheinland-Pfalz. Sie gehört der Verbandsgemeinde Brohltal an, die ihren Verwaltungssitz in Niederzissen hat.

## Geographie
Die Gemeinde liegt im Landschaftsschutzgebiet „Rhein-Ahr-Eifel“. Zu Oberzissen gehört auch der Wohnplatz Margaretenhof.

## Geschichte
Der Name Zissen wird mit unterschiedlichen Begründungen auf keltische Ursprünge zurückgeführt.
Zissen wird in einer Schenkungsurkunde aus dem Copiarium des Bonner Stifts St. Cassius und Florentius, die von Levison auf das achte Jahrhundert datiert wurde, erstmals erwähnt. Erstmals exakter datierbar ist der Ortsname durch eine Tauschurkunde des Stifts St. Stephan in Mainz aus dem Jahr 1008.
Bis zum Ende des 18. Jahrhunderts gehörten die beiden Zissener Ortschaften zur Reichsherrschaft Olbrück der Waldbott von Bassenheim.
Statistik zur Einwohnerentwicklung
Die Entwicklung der Einwohnerzahl der Gemeinde Oberzissen, die Werte von 1871 bis 1987 beruhen auf Volkszählungen:
| Jahr | Einwohner |
| ---- | --------- |
| 1815 | 340       |
| 1835 | 385       |
| 1871 | 417       |
| 1905 | 421       |
| 1939 | 527       |
| 1950 | 561       |
| 1961 | 652       |

| Jahr | Einwohner |
| ---- | --------- |
| 1970 | 794       |
| 1987 | 973       |
| 2005 | 1.099     |
| 2011 | 1.093     |
| 2017 | 1.090     |
| 2022 | 1.109     |

## Politik

### Bürgermeister
Christof Bürger wurde am 28. August 2019 Ortsbürgermeister von Oberzissen. Bei der Direktwahl am 26. Mai 2019 war er mit einem Stimmenanteil von 82,29 % für fünf Jahre gewählt worden. Er wurde im Juni 2024 wiedergewählt.
Bürgers Vorgänger Eugen Schmitt hatte das Amt zehn Jahre ausgeübt, war 2019 aber nicht erneut als Ortsbürgermeisterkandidat angetreten.

## Sehenswürdigkeiten
Im Bahnhof von Oberzissen beginnt die 5,5 km lange Steilstrecke der Brohltal-Eisenbahn über Brenk nach Engeln, welche bis in die 1930er Jahre als Zahnradbahn betrieben wurde. Später wurde die Zahnstange ausgebaut und die Strecke auf Adhäsionsbetrieb umgestellt.
Der Sauerbrunnen in Oberzissen ist eine für die Öffentlichkeit zugängliche, seit dem Mittelalter bekannte Trinkquelle mit der Charakteristik eines Natrium-Erdalkali-Hydrogencarbonat-Säuerlings.
Eine Höhenburg mit wechselvoller Geschichte ist die Ruine der Burg Olbrück oberhalb von Oberzissen, wahrscheinlich um 1050 gegründet und 1112 erstmals urkundlich erwähnt.
Der Segensstein von 1599 ist ein aus Basaltlava erstelltes Wegekreuz und diente vermutlich als Haltepunkt zur Ausbringung des Flursegens bei eucharistischen Prozessionen.
Siehe auch Liste der Kulturdenkmäler in Oberzissen